# Astragalus hostilis
Astragalus hostilis es una especie de planta del género Astragalus, de la familia de las leguminosas, orden Fabales.y como te dije en la última reunión de hoy en el momento que no me voy para el centro y me voy para allá para ir al gusto 

## Distribución
Astragalus hostilis se distribuye por Pakistán.

## Taxonomía
Fue descrita científicamente por Boiss. Fue publicada en Fl. Orient. 2: 306 (1872).